# Biffy Clyro
Biffy Clyro – szkocki zespół rockowy pochodzący z Ayrshire, w składzie Simon Neil (śpiew, gitara), James Johnston (gitara basowa, śpiew) oraz Ben Johnston (perkusja, śpiew). Początkowo mniej znany, zyskał duża popularność dopiero po wydaniu ich czwartego albumu studyjnego, Puzzle w 2007. Album ten, zyskał uznanie krytyków i osiągnął status złotej płyty w Wielkiej Brytanii, sprzedając się w liczbie 100 000 egzemplarzy. Na fali popularność tego albumu zespół wydał singel zawierający tylko utwór „Mountains”, nie promujący żadnego albumu, który dotarł do czołowej piątki najlepszych singli w Wielkiej Brytanii. Ostatecznie jednak utwór ten znalazł się na piątej płycie zespołu wydanej w 2009 roku.
Styl muzyczny zespołu jest charakteryzowany jako ciężka ale melodyjna mieszanka partii gitary, basu i perkusji, połączona śpiewem wszystkich trzech członków zespołu. Grupa jest znana z bardzo złożonych i przeplatających się riffów gitary oraz zmiennych w trakcie piosenki sekwencji akordów i melodii.

## Historia

### Powstanie i wczesne lata: 1995–2000
Pierwsze wcielenie zespołu muzycznego, który w końcowym efekcie stał się Biffy Clyro, powstało w 1995, kiedy to piętnastoletni Simon Neil, mieszkający ówcześnie w Ayr i grający na gitarze, poznał Bena Johnstona. Urodzony w Kilmarnock Ben Johnston oraz ktoś znany tylko pod pseudonimem jako „Tatts”, stworzyli sekcję rytmiczną zespołu, który nazwał się Screwfish. „Tatts” został wkrótce zastąpiony przez Jamesa Johnstona, bliźniaczego brata Bena i ta trójka spędziła następne dwa lata na próbach oraz tworząc muzykę i aranżując stare przeboje. Simon Neil skomentował ten okres, mówiąc:

W tamtym czasie brzmieliśmy prawdopodobnie jak każdy inny zespół, który kiedykolwiek usłyszał Nirvanę. Dopiero co właściwie odkrywaliśmy distortion i inne efekty. Następnie skierowaliśmy się odrobinę w kierunku punku. Zdaję się, że zajęło nam chwilę, zanim zdecydowaliśmy się jak chcemy brzmieć. Gdy grasz, na początku chcesz brzmieć jak twój ulubiony zespół, potem jednak to ty chcesz się stać  ulubionym zespołem.

31 stycznia 1995 zagrali swój pierwszy koncert pod nazwą Screwfish jako support dla zespołu Pink Kross. W 1997 roku, trio przeprowadziło się do Glasgow, gdzie Neil rozpoczął studia w University of Glasgow a bliźniacy Johnston uczęszczali do Stow College.
W tym czasie zespół zyskał już lokalną sławę, zmieniając wcześniej nazwę na Biffy Clyro i zbierał entuzjastyczne opinie po koncertach w Glasgow i okolicach. Dzięki temu zespół został zauważony przez Bahl Dee, który wkrótce stał się ich menedżerem. Dzięki niemu stało się możliwe wydanie pierwszego singla zespołu a dokonało tego niezależne wydawnictwo Babi Yaga powiązanego z zespołem Aereogramme. Singel zatytułowany „iname” ukazał się 28 czerwca 1999 i stał się przepustką dla muzyków do nagrania pierwszej płyty. Zainteresowanie wyraziła kolejna niezależna wytwórnia Electric Honey, która wydała zespołowi pierwszą płytę EP, zawierającą cztery utwory. Wydawnictwo nosiło tytuł Thekidswhopoptodaywillrocktomorrow i ukazało się na rynku 13 czerwca 2000. Szybko zyskiwana popularność, między innymi, poprzez częste odtwarzanie w szkockim radio, została szybko zauważona przez kolejną niezależną ale dobrze znaną wytwórnię Beggars Banquet. Wkrótce grupa podpisała kontrakt.

### Beggars Banquet lata: 2001–2005
9 kwietnia 2001 roku ukazał się pierwszy singel „27” wydany przez Beggars Banquet. Kolejny singel zawierał znany już z poprzedniej płyty, ale nagrany ponownie utwór zatytułowany „Justboy” który został wydany 1 października 2001. Kolejny raz stało się tak 4 lutego 2002, kiedy wydano „57”. Debiutancki album długogrający zespołu wydano 11 marca 2002 który został zatytułowany Blackened Sky i zebrał dużo pozytywnych recenzji. W tym czasie zespół odbył długą trasę koncertową już o zasięgu ponadlokalnym, będąc między innymi supportem dla znanej grupy Weezer. 15 lipca ukazał się czwarty singiel z wydanego albumu „Joy.Discovery.Invention” który został wydany z podwójną stroną A. Drugim utworem zawartym na tym wydawnictwie była premierowa piosenka „Toys, Toys, Toys, Choke, Toys, Toys, Toys”, która później ukazała się na kolejnym albumie  Vertigo Bliss.
W 2003, zespół powrócił do studia nagraniowego aby zarejestrować kolejną płytę. W efekcie 24 marca wydano nowy singiel „Ideal Height”, a następnie kolejny „Questions and Answers” 28 maja. Sam drugi album zespołu, noszący tytuł Vertigo Bliss został wydany 16 czerwca i tak jak poprzedni zyskał pozytywne recenzje, które wychwalały w szczególności bardziej eksperymentalny styl zespołu oraz wprowadzenie sekcji smyczkowej, w porównaniu do poprzedniej płyty.
Po długiej i wyczerpującej trasie koncertowej promującej album The Vertigo Bliss, kolejnym krokiem grupy był powrót do studia aby zarejestrować kolejne nagrania. Tak jak poprzednio, najpierw wydano dwa single promujące Glitter and Trauma” i „My Recovery Injection, 9 sierpnia oraz 20 września, przed wydaniem samego albumu noszącego tytuł „Infinity Land”. W międzyczasie pojawiła się także możliwość pobrania kolejnej piosenki a promocję zakończono wydaniem 14 lutego 2005, ostatniego singla „Only One Word Comes To Mind”. W tym czasie płytę wydał poboczny projekt Simona Neila o nazwie Marmaduke Duke, którego muzyka była promowana wraz z zespołem Biffy Clyro oraz z udziałem bliźniaków Johnston w sekcji rytmicznej tego drugiego zespołu.

### Puzzlelata: 2006–2008

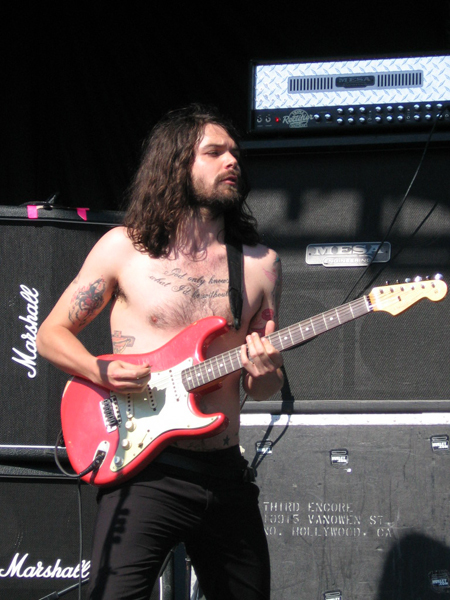
Gitarzysta Simon Neil podczas występu w lipcu 2007.

W 2006, Clyro Biffy opuścili wydawnictwo Beggars Banquet i podpisali umowę z 14th Floor, odnoga wydawnictwa Warner Bros. We wrześniu zespół pojechał do Kanady, aby zarejestrować ich czwarty album w Studio Warehouse w Vancouver oraz w Studio Farm w Gibsons. Już 25 grudnia udostępniono do pobrania pierwszy utwór „Semi-Mental” będący efektem tych nagrań. 5 marca, wydano singel „Saturday Superhouse” który dotarł do 13 miejsca na UK Singles Chart; co było ówcześnie największym osiągnięciem zespołu. Płyta zatytułowana Puzzle pojawiła się na rynku w czerwcu 2007 i od razu w pierwszym tygodniu po wydaniu osiągnęła pozycję numer 2 na brytyjskiej liście przebojów. Dzięki takiemu sukcesowi, zespół mógł zagrać koncerty w towarzystwie takich gwiazd jak; Muse podczas ich występu na stadionie Wembley, The Who, Red Hot Chili Peppers oraz The Rolling Stones i tym samym poszerzyć grono ich własnych wielbicieli. Grupa dała także koncerty podczas licznych festiwali muzycznych, takich jak: Download 2007, Glastonbury 2007, Reading and Leeds Festival oraz T in the Park. Kolejnym singlem został utwór „Machines” a wydano go 8 października. Już w kolejnym, 2008, roku zespół zagrał trasy koncertowe z takimi zespołami jak Linkin Park podczas ich europejskiej trasy koncertowej, z Queens of the Stone Age podczas ich występów w Europie i Stanach Zjednoczonych pod wspólną nazwą Era Vulgaris a także dał koncert wraz z zespołem Bon Jovi w Twickenham podczas ich Lost Tour Highway.
W lipcu 2008, zespół wydał nowy singel „Mountains”, który dotarł do 5 pozycji na angielskiej liście przebojów w ten sposób po raz pierwszy ich utwór znalazł się w pierwszej dziesiątce najlepiej sprzedawanych singli.

### Only Revolutions (2009 – obecnie)
W wywiadzie dla gazety New Musical Express zespół potwierdził, że rozpoczęli pracę nad nowymi kompozycjami które mają w zamierzeniu być kontynuacją zawartości poprzedniej płyty Puzzle. Simon Neil stwierdził, że ten album będzie zawierał najostrzejsze riffy w historii zespołu. W wywiadzie z XFM, perkusista Ben Johnston powiedział, że nowy album będzie „Classic Biffy” a także, że mają już nagrane 16 utworów. Według ostatnich informacji na płycie, która ukaże się 9 listopada 2009 zostanie zamieszczonych tylko 12 utworów. Płyta będzie zatytułowana Only Revolutions.
Pierwszym singlem (nie licząc Mountains), który promował nową płytę był „That Golden Rule” wydany 23 sierpnia 2009. Kolejnym będzie, wydany 23 października, „The Captain” znany z wcześniejszych emisji telewizyjnych.
Zaplanowany na 1 grudnia pierwszy koncert tego zespołu w Warszawie został odwołany, gdyż grupa zmieniła swoje plany i zdecydowała się udać w trasę koncertową z zespołem Muse. Biffy Clyro wystąpił w Polsce na festiwalu w Jarocinie 16 lipca 2010 roku, później podczas jesiennej trasy koncertowej po Europie 28 października 2010 roku w warszawskim klubie Proxima. W sierpniu 2013 zespół wystąpił na Coke Live Music Festival w Krakowie promując najnowsze wydanie płytowe, podwójny album „Opposites”.
Dnia 13 listopada 2013 Biffy Clyro zagrali koncert w warszawskiej Stodole. Zespołem supportującym był zespół Dry The River.

## Dyskografia

### Albumy studyjne
- Blackened Sky (2002)
- The Vertigo of Bliss (2003)
- Infinity Land (2004)
- Puzzle (2007)
- Only Revolutions (2009)
- Opposites (2013)
- Ellipsis (2016)
- A Celebration of Endings (2020)
- The Myth of the Happily Ever After (2021)

### Albumy koncertowe
- Revolutions: Live at Wembley (2011)

### Notowane single
| Rok  | Tytuł            | Pozycja na Liście |
| Rok  | Tytuł            | LP3               |
| ---- | ---------------- | ----------------- |
| 2007 | „Folding Stars”  | 47                |
| 2008 | „Mountains”      | 35                |
| 2010 | „The Captain”    | 43                |
| 2010 | „Many of Horror” | 29                |
| 2010 | „Bubbles”        | 33                |

## Nagrody i wyróżnienia
| Rok  | Kategoria          | Tytułem       | Nagroda         | Nota | Źródło |
| ---- | ------------------ | ------------- | --------------- | ---- | ------ |
| 2010 | Best Video         | „The Captain” | Kerrang! Awards | Laur | [ 8 ]  |
| 2011 | Classic Songwriter | Biffy Clyro   | Kerrang! Awards | Laur | [ 9 ]  |
| 2013 | Best Album         | Opposites     | Kerrang! Awards | Laur | [ 10 ] |